# Acalolepta novaguineae
Acalolepta novaguineae là một loài bọ cánh cứng trong họ Cerambycidae.